# 盧切塞利伯塔斯1905體育會
盧切塞利伯塔斯1905體育會（義大利語：Associazione Sportiva Lucchese Libertas 1905）是一支位於意大利卢卡的職業足球會，目前於意大利足球丙级联赛角逐。

## 外部連結
- 官方网站 （意大利文）